# Tu n'es plus rien
Tu n'es plus rien est un roman français de René Boylesve, paru en 1917.
Il décrit et analyse les réactions d'Odette, une jeune femme, après le mort de son mari au tout début de la Première Guerre mondiale. Après une période de déni de la réalité puis de repli sur elle-même, Odette accepte la réalité de la guerre, alors qu'elle est infirmière dans un hôpital militaire.

## Résumé
Odette et Jean Jacquelin, jeunes mariés français en 1913, vivent un amour sans nuage, rythmé par les périodes militaires que Jean, officier de réserve, doit accomplir.
Lorsque la Première Guerre mondiale éclate, Odette ne la voit que par les yeux de Jean, les lettres de Jean : la guerre n'existe qu'à travers lui. Aussi, quand Jean est tué dès le mois de septembre 1914, Odette perd-elle tout intérêt pour le déroulement du conflit, se réfugiant dans le souvenir de son mari disparu. Elle n'accepte pas que ses amies lui disent que l'intérêt personnel doit s'effacer devant l'intérêt de la patrie et que, dans ces circonstances, « tu n'es plus rien ».  Il faut le passage d'un convoi de blessés devant son domicile pour qu'elle consente à s'ouvrir à la douleur des autres et qu'elle témoigne de la compassion à leur égard.
Sous la pression de ses amies, elle accepte un poste d'infirmière militaire à Surville, où elle côtoie les blessés et la réalité du conflit. Elle est cependant encore réticente à l'idée que des jeunes femmes, dont certaines dans son entourage, contractent des mariages patriotiques avec des blessés, bien souvent des « gueules cassées », dans le seul but de fonder une famille pour la France. Elle-même, pourtant, finira par accepter d'épouser un capitaine aveugle qu'elle a soigné.

## Personnages principaux
- Jean Jacquelin ;
- Odette Jacquelin ;
- Simone de Prans ;
- M. de la Villaumer.

## Analyse de l'œuvre

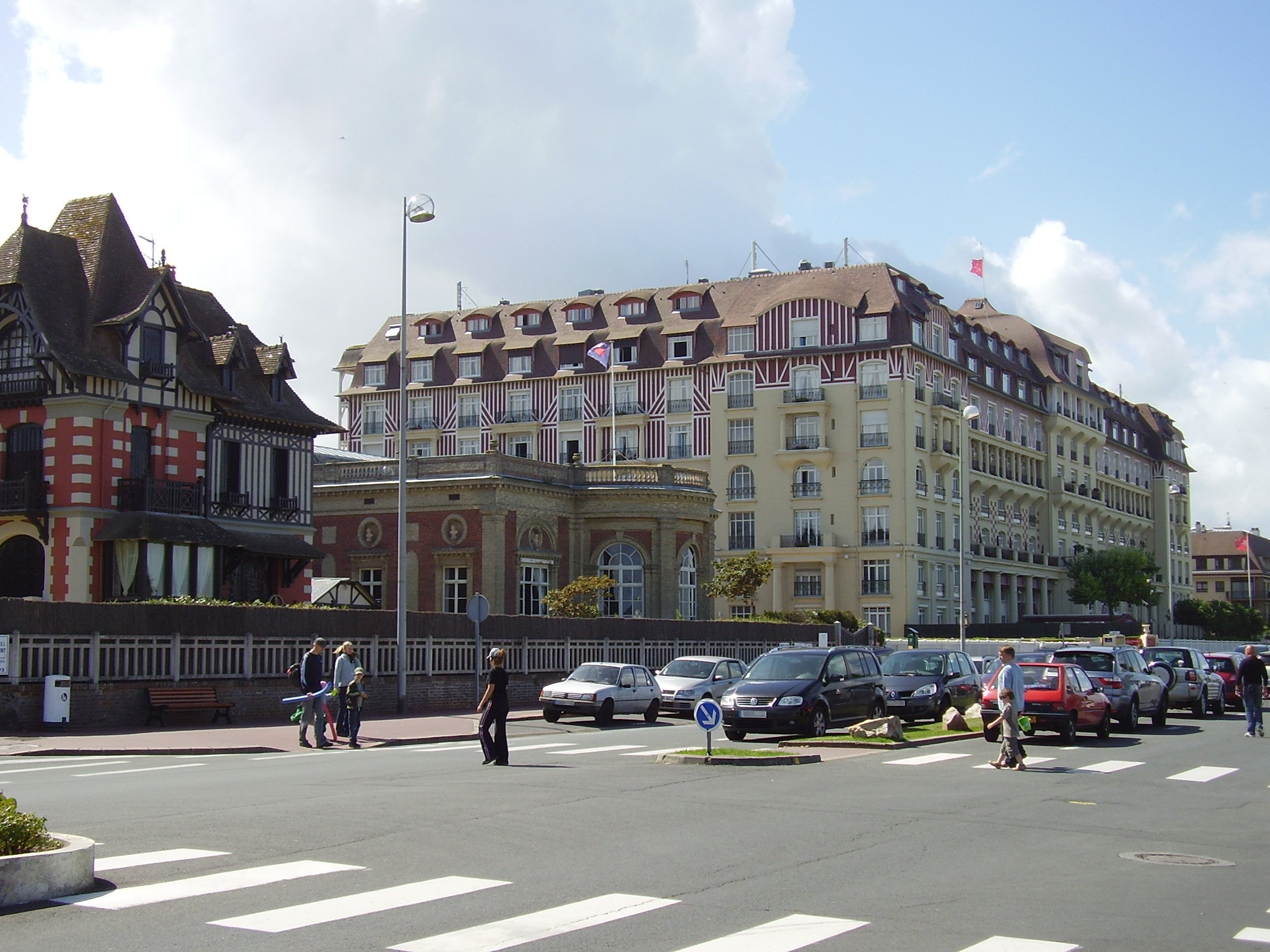
L'Hôtel Royal, hôpital militaire no 31 pendant la Première Guerre mondiale.

Ce roman de René Boylesve n'est pas aussi autobiographique que d'autres dans la mesure où l'écrivain, pour des raisons de santé, n'a pas participé aux combats de la Première Guerre mondiale ; il était planton à l'hôpital militaire no 31, installé dans l'Hôtel Royal de Deauville où son épouse servait comme infirmière. L'œuvre lui a cependant été inspirée par la mort de son demi-frère en juillet 1916. Certains des lieux mentionnés sont réels (Ligueil, Loches, Tours) ou se dissimulent derrière des pseudonymes facilement déchiffrables (Surville pour Deauville). De fortes similitudes sont également constatées entre les lettres que s'échangent Jean et Odette, au début du roman, et les Poèmes pour Betty, écrits par René Boylesve pour sa maîtresse Betty Halpérine. Il y a souvent dans les œuvres de Boylesve un personnage secondaire choisi par l'auteur pour être son porte-parole, à qui il attribue ses propres visions et ses propres opinions. Ici, c'est M. de la Villaumer qui tient ce rôle. C'est d'ailleurs le premier personnage nommément cité dans le roman et c'est par une série de conseils qu'il délivre à Odette que se termine l'ouvrage,.
Faute d'une expérience personnelle, René Boylesve a très certainement fait appel à son ami Émile Gérard-Gailly pour rédiger certaines scènes, dont la description anatomique d'une blessure de guerre.
Gonzague Truc a dit de ce livre que c'était « le moins bon de René Boylesve » — opinion reprise par plusieurs analystes de l'œuvre de l'écrivain — parce que Boylesve y a décrit de l'extérieur, sans « rentrer » dans ses personnages,. François Trémouilloux dit même qu'il s'agit d'« un livre de circonstance, bavard et assez pesamment dissertant » écrit sous le choc de la mort du demi-frère de l'écrivain.
Le principal thème abordé dans ce roman est l'analyse de la place de l'individu dans la société en temps de guerre, qui doit s'effacer devant « quelque chose de supérieur à nous » ; ces mots, dans le bouche de M. de la Villaumer, reflètent en réalité les sentiments de Boylesve, patriote qui considère que l'intérêt de la Nation passe avant celui de l'individu dans de telles circonstances, mais également observateur désabusé de l'impuissance de l'Homme à se dérober à une forme de justice immanente.

## Éditions

### En français
- Tu n'es plus rien, Paris, Albin Michel, coll. « Le Roman littéraire », 1917, 324 p. (édition originale)
- Tu n'es plus rien  (ill. Claudel), Paris, Fayard, coll. « Le Livre de demain », 1937, 108 p.
- Tu n'es plus rien, Paris, Bibliothèque nationale de France, coll. « ePub », 2016, 322 p., numérique (ISBN 978-2-346-00278-8, lire en ligne).

### En langues étrangères
- (en) You no longer count  (trad. Louise Seymour Houghton), New York, Charles Scribner's sons, 1918, 270 p. (lire en ligne) (traduction anglaise)

## Pour en savoir plus